# Xavier Hidalgo
Xavier Omar Hidalgo Cedeño (Guayaquil, Ecuador, 22 de agosto de 1977 - Durán, Ecuador, 23 de junio de 2016) fue un poeta y libretista ecuatoriano.

## Biografía

### Muerte
Fue hallado en estado crítico en la vía Durán - Yaguachi, con señales de maltrato físico y sin ninguna identificación, tras 24 horas de haber sido reportada su desaparición. Luego fue conducido al Hospital Universitario de Guayaquil para asistirle, aunque tales intentos no dieron resultado y fue confirmado su fallecimiento.
Sus familiares reportaron la desaparición la noche del miércoles 22 de junio de 2016 al día siguiente en la Fiscalía del Guayas, quienes procedieron a la investigación y posterior reconocimiento del cadáver en el Hospital Universitario.
Diane Rodríguez, activista por los derechos de los grupos LGBTI denunció el hecho como un presunto caso de homicidio por homofobia, así como otras agrupaciones y organizaciones defensoras de estos derechos, dado que Hidalgo era abiertamente homosexual. La familia de Hidalgo apoya también esta hipótesis.

## Carrera
Como libretista, ha escrito guiones para diversas series de televisión en cadenas como Ecuavisa y Teleamazonas. 
- 3 Familias
- Nina[6]
- La pareja feliz[7]
- Bienvenidos a la Trinity (2016)[8]